# رافية الخمر
رافية الخمر هو أحد أنواع أشجار النخيل في جنس رافية. مهدها بنين وغامبيا وغانا ونيجيريا وتوغو وجمهورية إفريقيا الوسطى والكاميرون وغانا وجمهورية الكونغو الديمقراطية، زائير، الكونغو الدمقرطية.   وهي وفيرة بشكل خاص على طول جداول دلتا النيجر ونهر كروس ولاغوس وإيكورودو في نيجيريا. يحتوي الجوز على زيت مر له خاصية إغواء الأسماك.